# Frauke Thielecke
Frauke Thielecke (* 1973 in Herne) ist eine deutsche Filmregisseurin.

## Leben und Wirken
Frauke Thielecke wurde 1973 in Herne geboren. Sie studierte von 1992 bis 1998 Amerikanistik und Germanistik an der Universität Hamburg. Von 2000 bis 2006 machte sie Continuity bei Film- und Fernsehproduktionen und war zudem als Regieassistentin tätig, zum Beispiel bei den Dreharbeiten zur zweiten Staffel der Fernsehserie Stromberg. 2003 besuchte Frauke Thielecke den Sommerkurs Filmproduction I an der New York University. Später folgte dann ein Aufbaustudium Film im Fachbereich Regie an der Hamburg Media School, welches Frauke Thielecke 2006 begann und 2008 mit dem prämierten Kurzfilm Abendlied als Abschlussarbeit beendete.

## Filmografie (Auswahl)
- 2008: Dunkelrot (Kurzfilm)
- 2009: Abendlied (Kurzfilm)
- 2009/2010/2011: Küstenwache (Fernsehserie, neun Folgen)
- 2011/2013: Stubbe – Von Fall zu Fall (Krimiserie, zwei Folgen)
- 2011: Der Landarzt (Fernsehserie, fünf Folgen)
- 2017–2019: Katie Fforde (Fernsehserie, vier Folgen)
- 2019: SOKO München – Tödlicher Irrtum (Fernsehserie)
- 2019: Das Märchen von den zwölf Monaten (Fernsehfilm)
- 2020: In aller Freundschaft (Fernsehserie, Folge Pflicht und Kür)
- 2021: Ein Tisch in der Provence (Fernsehserie, Folgen Zwei Ärzte im Aufbruch, Unverhoffte Töchter)
- 2021: Notruf Hafenkante (Fernsehserie, 8 Folgen)
- 2021: Die Bergretter (Fernsehserie, 2 Folgen)
- 2024: Blutgeld und Die verlorene Tochter, beide Der Masuren-Krimi

## Auszeichnungen
- 2008: Gewinnerin des Kurzfilmpreises auf dem Filmfestival Max Ophüls Preis für Dunkelrot
- 2009: Gewinnerin des Studio Hamburg Nachwuchspreises in der Kategorie Bester Kurzfilm für Abendlied